# Anthurium rugulosum
Anthurium rugulosum är en kallaväxtart som beskrevs av Luis Aloysius, Luigi Sodiro. Anthurium rugulosum ingår i släktet Anthurium och familjen kallaväxter. Inga underarter finns listade.